# Herbert Seidman
Herbert Seidman (Nova York, 17 d'octubre de 1920 – 30 d'agost de 1995) fou un mestre d'escacs estatunidenc. Va participar diversos cops al Campionat dels Estats Units.
Membre destacat del Marshall Chess Club, era conegut pel seu estil de joc agressiu, de “capa i espasa”, amb el qual va aconseguir vèncer molts jugadors notables, com ara Pal Benko, Arthur Bisguier, Donald Byrne, Arnold Denker, William Lombardy, Edmar Mednis, Samuel Reshevsky, o Jan Timman.
El 1945 va jugar al vuitè tauler en el matx per ràdio per equips entre els Estats Units i l'URSS, perdent les seves dues partides contra Viatxeslav Ragozin.
El 1961, Seidman fou el jugador que va guanyar més partides al Campionat dels Estats Units, tot i que no va poder vèncer el torneig. Els anys 1961 (conjuntament amb Pal Benko) i 1971 (en solitari) es proclamà campió de l'Estat de Nova York.